# Euptychoides saturnus
Euptychoides saturnus är en fjärilsart som beskrevs av Butler 1866. Euptychoides saturnus ingår i släktet Euptychoides och familjen praktfjärilar. Inga underarter finns listade i Catalogue of Life.